# Ralpharia sanctisebastiani
Ralpharia sanctisebastiani är en nässeldjursart som först beskrevs av Da Silveira och Migotto 1984.  Ralpharia sanctisebastiani ingår i släktet Ralpharia och familjen Tubulariidae. Inga underarter finns listade i Catalogue of Life.